# Richard Labonté
Richard Labonté (* 5. Juli 1949 in Edmonton, Alberta; † 20. März 2022) war ein kanadischer Autor, Journalist, Buchhändler und Literaturkritiker.

## Leben
Labonté studierte Anglistik und Politikwissenschaften an der Carleton University in Ottawa. 1972 wurde er Redakteur bei der Zeitung Ottawa Citizen. Mit seinem damaligen Lebensgefährten Norman Laurila gründete er 1979 in Kalifornien die Buchhandlung A Different Light. Labonté und Laurila trennten sich 1982, blieben aber beruflich über die Buchhandlung verbunden. Ab 1997 arbeitete Labonté auch für das Unternehmen Cleis Press. Dort übernahm er nach dem Weggang von Michael Thomas Ford die jährlich erscheinende Best Gay Erotica-Reihe, deren Herausgeber er in den folgenden Jahrzehnten wurde. Mehrere Anthologien hat Labonté beim Unternehmen Arsenal Pulp Press publiziert. Des Weiteren schrieb er Buchbesprechungen bei Zeitschriften wie Watch Out For, Book Marks, PlanetOut, Q Syndicate und Publishers Weekly. Labonté war mit Asa Dean Liles verheiratet und wohnte auf Bowen Island in British Columbia.

## Werke (Auswahl)
- Best Gay Erotica-Reihe ab 1998
  - Best Gay Erotica 2005 (Lambda Literary Award)
  - Best Gay Erotica 2009 (Lambda Literary Award)
  - Best Gay Erotica 2011, Simon + Schuster Inc., ISBN 978-1-57344-693-8
- Where the Boys Are, 2007, Cleis Press, ISBN 978-1-57344-290-9
- First Person Queer, 2008
- Best Gay Bondage Erotica, 2008, VIVA ED, ISBN 978-1-57344-316-6
- Second Person Queer: Who You Are (So Far), 2009
- Wild Boys : Gay Erotic Fiction
- The Future Is Queer, Science Fiction Anthologie (gemeinsam mit Lawrence Schimel)
- Boys in Heat
- I Like It Like That: True Stories of Gay Male Desire
- Hot Daddies: Gay Erotic Fiction
- Best Gay Romance 2011, Simon + Schuster Inc., ISBN 978-1-57344-690-7

## Auszeichnungen und Preise (Auswahl)
- 2005: Lambda Literary Award, Kategorie Erotica, für Best Gay Erotica 2005
- 2008: Lambda Literary Award, Kategorie Anthology, für First Person Queer (mit Lawrence Schimel)
- 2009: Lambda Literary Award, Kategorie Erotica, für Best Gay Erotica 2009 (mit James Lear)